# René Jokhan
René Jokhan (geboorteplaats onbekend, 1955) is een in Nederland woonachtige Surinaams grafisch ontwerper en muzikant.

## Levensloop

### Jeugd in Suriname
Jokhan deed zijn opleiding bij het van het SABK afgesplitste Nationaal Instituut voor Kunst en Kultuur (NIKK) van Jules Chin A Foeng en behaalde in 1971 zijn LO-akte tekenen. Hij won in 1973 de eerste scholentekenwedstrijd gehouden in cultureel centrum Ons Erf, Paramaribo. 
Hij was in die jaren met name betrokken bij activiteiten van Frimakandra, een mobiel initiatief van de NIKK om Surinamers te betrekken bij het proces naar de onafhankelijkheid van Suriname (1975) en hen te activeren tot zelfredzame burgers met gevoel voor eenheid en democratie. In de zomer 1973 was hij een van de leiders bij de proclamatie van een nieuwe jeugdorganisatie, de Surinaamse Kommunistische Jongeren Organisatie (SKJO). Hij was voorts actief als politiek tekenaar voor verschillende media als De Vrije Stem, en De Rode Surinamer, het lijfblad van het Demokraties Volks Front.
Jokhan speelde daarnaast als percussionist in de rockmusical Fri Libi van Henk Tjon en Thea Doelwijt. Hij was ook gastmuzikant op de conga in de zanggroep Opo bij de productie van een langspeelplaat met de hit Jai-Jai Sarnaam (Leve Suriname).

### Nederland
In 1976, Jokhan was toen een jonge twintiger, vertrok hij naar Nederland. Hij studeerde in 1983 af aan de Academie voor Beeldende Kunsten Minerva in Groningen. Daarna werkte hij als zelfstandig grafisch ontwerper. In 1985 werd zijn werk tentoongesteld in een overzichtsexpositie in Leeuwarden. Hij maakte met name omslagen voor Friestalige boeken. In 2000 werd hij als docent aangesteld bij het ROC Friese Poort in Drachten.

## Enkele werken
Omslagontwerpen voor Friestalige verhalenbundels uit de Gurbe-reeks van de Friese Pers Boekerij:
- Twa dames yn in DAF [Twee dames in een DAF] (1988), een verhalenbundel van Hylkje Goinga.[11]
- De rop fan it wetter [De roep van het water] (1990), een verhalenbundel van Bennie Huisman. Jokhans ontwerp is geïnspireerd op de volgende fragmenten in het boek (vertaald uit het Fries): "Uit de donkere bomen onder de oostelijke hemel was de grote glanzende gele bal van de jongemaan omhoog gekomen. Het meer was verlaten en behalve de geluiden van het bootje en het water was in de verte alleen nog het langzaam wegstervende ploffen van een vrachtschip te horen. (...) Het was de mist die dichterbij kwam en dichterbij en hem geheel omringde, en toen was er verlatenheid, een onstuitbare eenzaamheid, en hij voelde hoe een onpeilbaar diepe angst bezit van hem nam..."[12]
- Bline Mosken [Blinde mussen] (1991), een verhalenbundel van Willem Tjerkstra.[13]
- Tusken de rigels troch [Tussen de regels door] (1991), van Freark Dam.[14]
- In moaie leeftyd [In mooie leeftijd] (1991), van Tiny Mulder.[14]

Omslagontwerpen voor romans:
- Een aquarel voor Springtij (1989; herdruk), deel 1 van De ramp-serie van Abe Brouwer.[15]

Omslagontwerpen voor Friestalige kinderboeken:
- Frij as in fûgel [Vrij als een vogel] (1993),  samengesteld door Alian Akkermans en Siets Ypenga.[16]
- It pak fan ús heit [Het pak van onze vader] (1993), van Jaitsche Wassenaar.[16]

Ander werk:
- Tekeningen in Heb hart voor Suriname (1975) van H.J. Doelwijt.[17]
- Banner voor Werkgroep Caraïbische Letteren.[18]

- International Standard Name Identifier: 0000 0003 9329 5292
- Nederlandse Thesaurus van Auteursnamen: 107127016
- Virtual International Authority File: 287503622